# Хюблер, Анна
Анна Хюблер (нем. Anna Hübler;  2 января 1885, Мюнхен — 5 июля 1976, Мюнхен) — немецкая фигуристка выступавшая в парном катании. Она, с партнером Генрихом Бургером, была Олимпийской чемпионкой 1908 года и двукратной чемпионкой мира.
Хюблер и Бургер были самыми первыми Олимпийскими чемпионами в парном фигурном катании (до 1908 года соревнования по фигурному катанию на Олимпиадах не проводились).
После ухода из любительского спорта, с 1913 года, Хюблер стала певицей (сопрано) и актрисой. Она работала в городском театре Бремена и в мюнхенском «Münchner Kammerspiele».
В 1918 году вышла замуж за владельца «Торгового дома Эрнста Хорна» и управляла универмагом «Stachus». После Второй мировой войны принимала большое участие в восстановлении обоих магазинов.

## Спортивные достижения
| Соревнования\Сезон      | 1906—07 | 1907—08 | 1908—09 | 1909—10 |
| ----------------------- | ------- | ------- | ------- | ------- |
| Зимние Олимпийские игры |         | 1       |         |         |
| Чемпионаты мира         |         | 1       |         | 1       |
| Чемпионаты Германии     | 1       |         | 1       |         |